# Brachyscome scapigera
Brachyscome scapigera là một loài thực vật có hoa trong họ Cúc. Loài này được (Sieber ex Spreng.) DC. mô tả khoa học đầu tiên năm 1844.